# Alicia Boole Stott
Alicia Boole Stott (ur. 8 czerwca 1860 w Corku w Irlandii, zm. 17 grudnia 1940 w Anglii) – brytyjska matematyczka, autorka pojęcia wielokomórki.

## Życiorys
Alicia Boole Stott była trzecią z pięciu córek George'a Boole'a i Mary Everest Boole. Kiedy George Boole zmarł, Alicia miała dopiero 4 lata. Dorastała po części w Anglii wychowywana przez swoją babkę, po części w Corku u swojego wuja. W wieku 12 lat zamieszkała w Londynie z matką i siostrami. Mimo iż nie zapewniono jej konwencjonalnego wykształcenia z matematyki (przyglądała się jedynie drewnianym modelom sześcianów swojego brata ciotecznego Charlesa Howarda Hintona), posiadała ogromną wyobraźnię przestrzenną. Od czasu, gdy skończyła siedemnaście lat, aż do swojej śmierci interesowały ją wielotopy (ang. polytope, termin, który stworzyła sama dla określenia czterowymiarowej bryły wypukłej); konstruując ich modele z tektury, dokonała wielu odkryć z nimi związanych.
Przez pewien czas pracowała w Liverpoolu. W 1890 roku poślubiła Waltera Stotta.
Współpracowała z Peterem Hendrikiem Schoute'em (1846-1923), profesorem uniwersytetu w Groningen. Dzięki jego namowom publikowała rezultaty swoich prac w Amsterdamie w 1900 i w 1910 roku.
Uniwersytet w Groningen uhonorował ją podczas uroczystości swego trzechsetlecia w 1914 roku, przyznając jej honorowy doktorat.
Od 1930 roku współpracowała z Haroldem Scottem MacDonaldem Coxeterem (1907-2003).